# Volker Mießeler
Volker Mießeler  (* 14. Juni 1966 in Mechernich) ist ein deutscher Politiker (CDU) und seit 2017 Bürgermeister der nordrhein-westfälischen Kreisstadt Bergheim.

## Leben und Werdegang
Mießeler wurde in Mechernich im damaligen Kreis Schleiden geboren. Nach dem Abitur studierte er Betriebswirtschaftslehre an der Fachhochschule Köln und Verwaltungswirtschaft an der Fachhochschule Bad Münstereifel. Seit 1993 ist er in verschiedenen Funktionen als Kommunalbeamter für die Stadt Bergheim tätig. 2017 wurde er in einer vorgezogenen Wahl mit 58,1 % der Stimmen zum Bürgermeister von Bergheim gewählt und setzte sich bereits im ersten Wahlgang gegen seine Mitbewerber durch. Die vorgezogene Bürgermeisterwahl wurde nötig, weil Mießelers Amtsvorgängerin Maria Pfordt (CDU) das Amt der Bürgermeisterin aus gesundheitlichen Gründen niederlegen musste.
Volker Mießeler ist verheiratet mit der Schauspielerin, Autorin und Podcasterin Yvonne de Bark und hat einen Sohn.